# Laroque-des-Arcs
Laroque-des-Arcs (okzitanisch: La Ròca dels Arcs) ist eine Ortschaft und eine Commune déléguée in der französischen Gemeinde Bellefont-La Rauze mit 457 Einwohnern (Stand 1. Januar 2022) im Département Lot in der Region Okzitanien.
Die Gemeinde Laroque-des-Arcs wurde am 1. Januar 2017 mit Cours und Valroufié zur Commune nouvelle Bellefont-La Rauze zusammengeschlossen. Sie gehörte zum Arrondissement Cahors und zum Kanton Cahors-2.

## Geografie
Laroque-des-Arcs liegt am südwestlichen Rand des Zentralmassivs an mehreren Schleifen des Flusses Lot, die die südliche Gemeindegrenze bilden. Die Flussschleifen werden durch den westlichen Rand der Cevennen erzwungen. Umgeben wurde die Gemeinde Laroque-des-Arcs von den Nachbargemeinden Saint-Pierre-Lafeuille im Nordwesten und Norden, Valroufié im Norden, Lamagdelaine im Osten und Südosten sowie Cahors im Süden und Westen.

## Bevölkerungsentwicklung
| Jahr                       | 1962 | 1968 | 1975 | 1982 | 1990 | 1999 | 2006 | 2013 |
| -------------------------- | ---- | ---- | ---- | ---- | ---- | ---- | ---- | ---- |
| Einwohner                  | 301  | 344  | 377  | 379  | 375  | 471  | 464  | 521  |
| Quellen: Cassini und INSEE |      |      |      |      |      |      |      |      |

## Sehenswürdigkeiten
- Kapelle Saint-Roch von 1842
- Burg Laroque, seit 1963 Monument historique
- Ruine des Turms aus dem 12. Jahrhundert, seit 1979 Monument historique
- Wassermühle

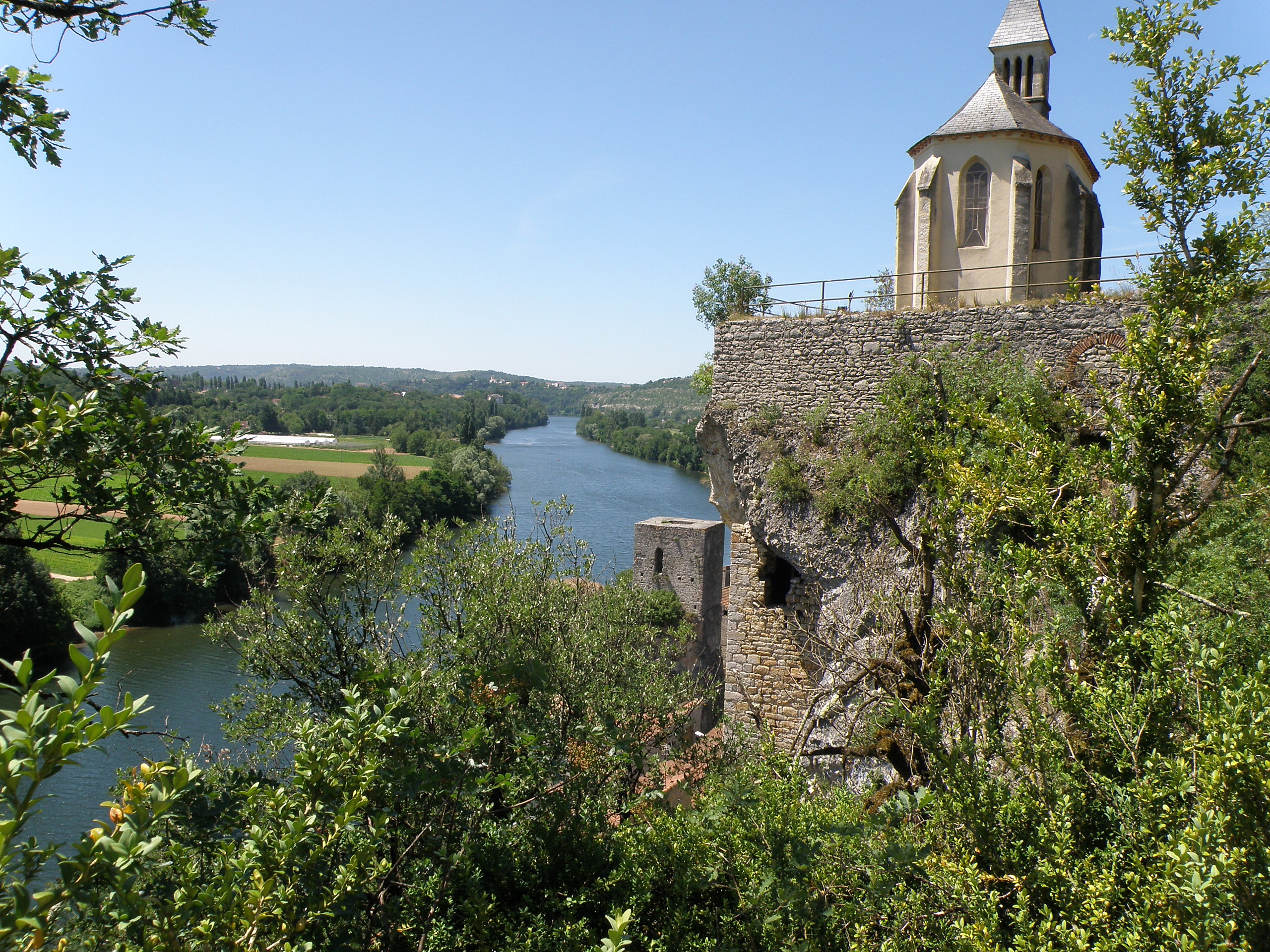
Kapelle Saint-Roch
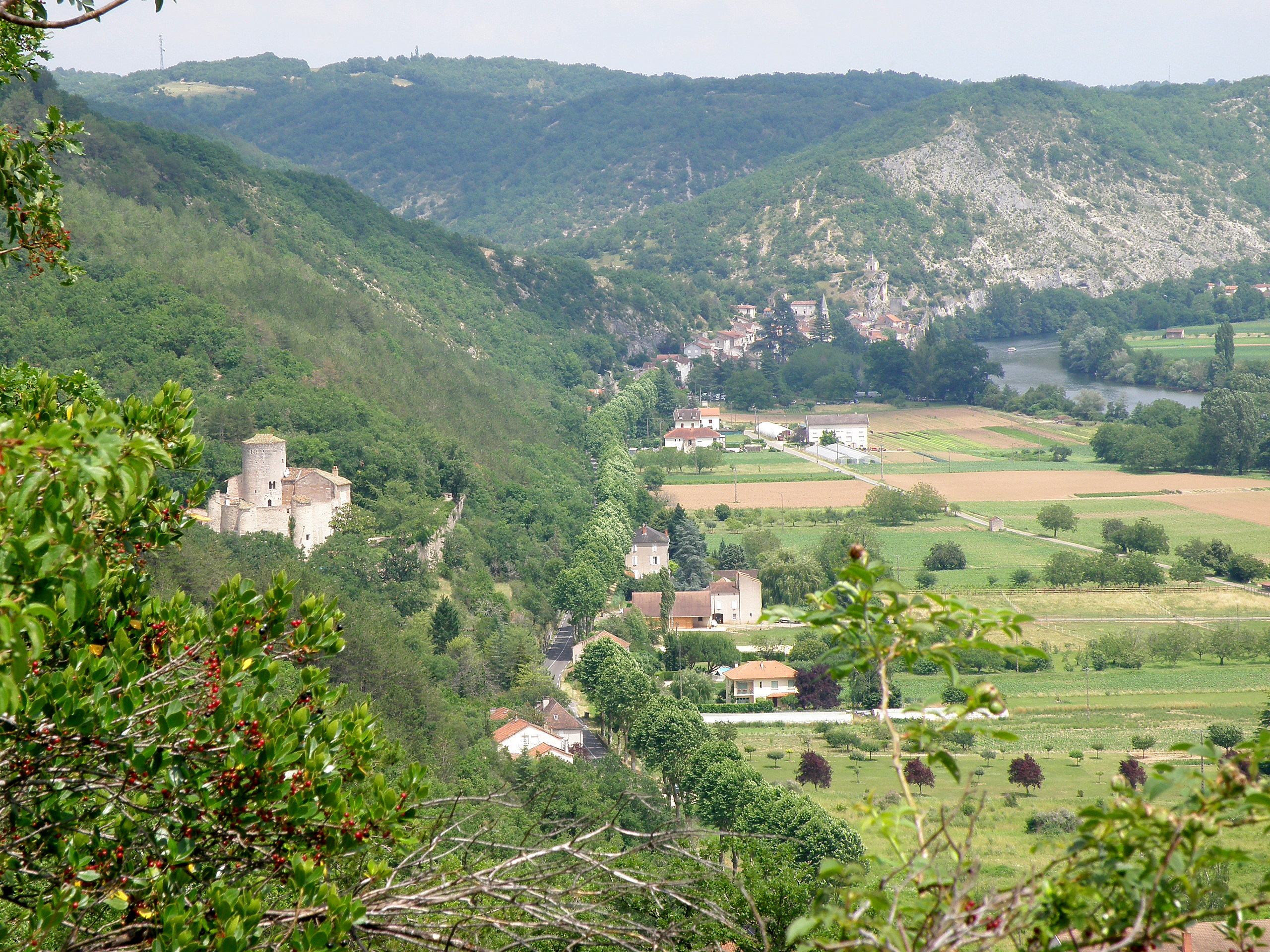
Burg Laroque
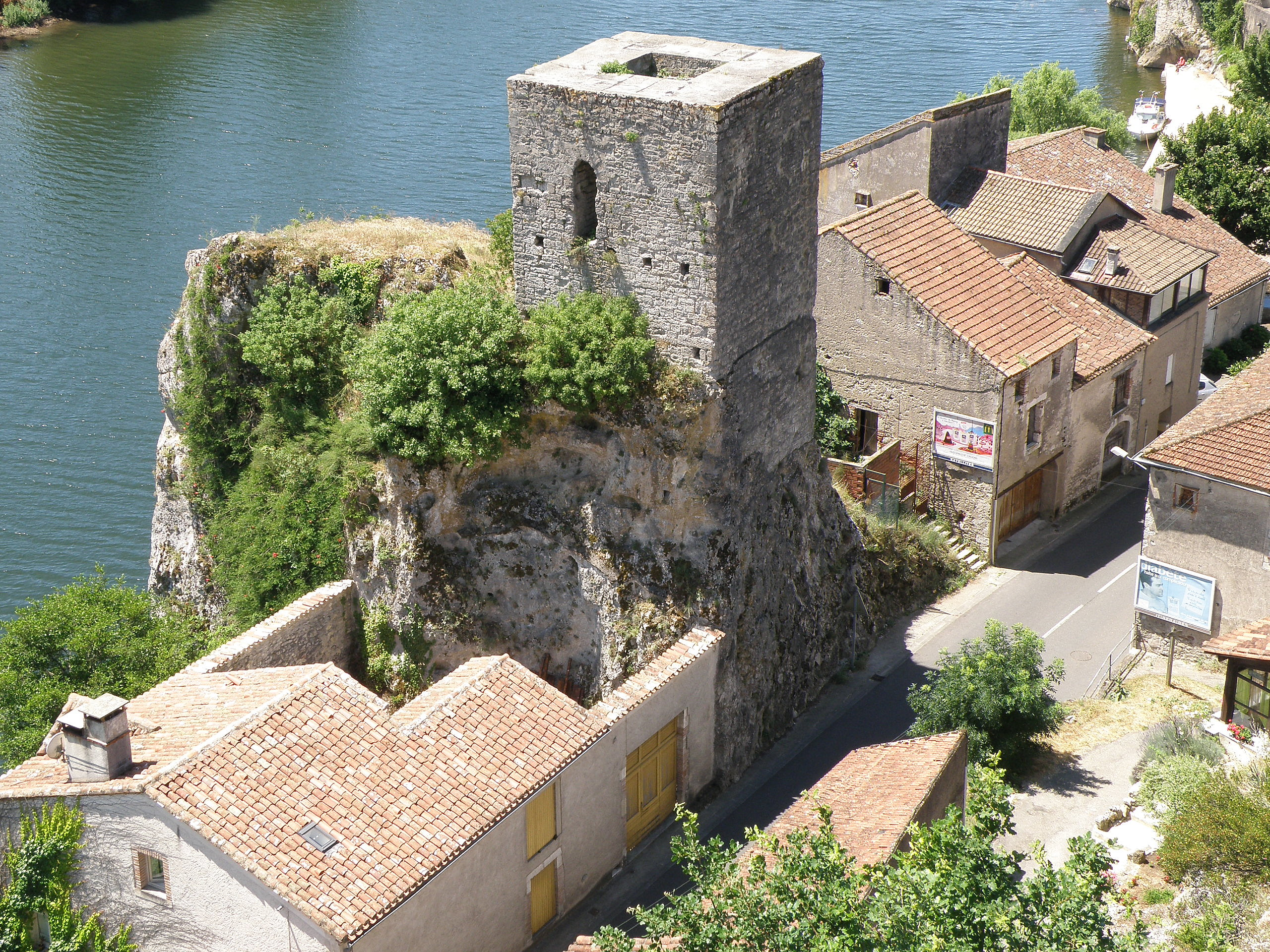
Reste des Besatzungsturms am Lot
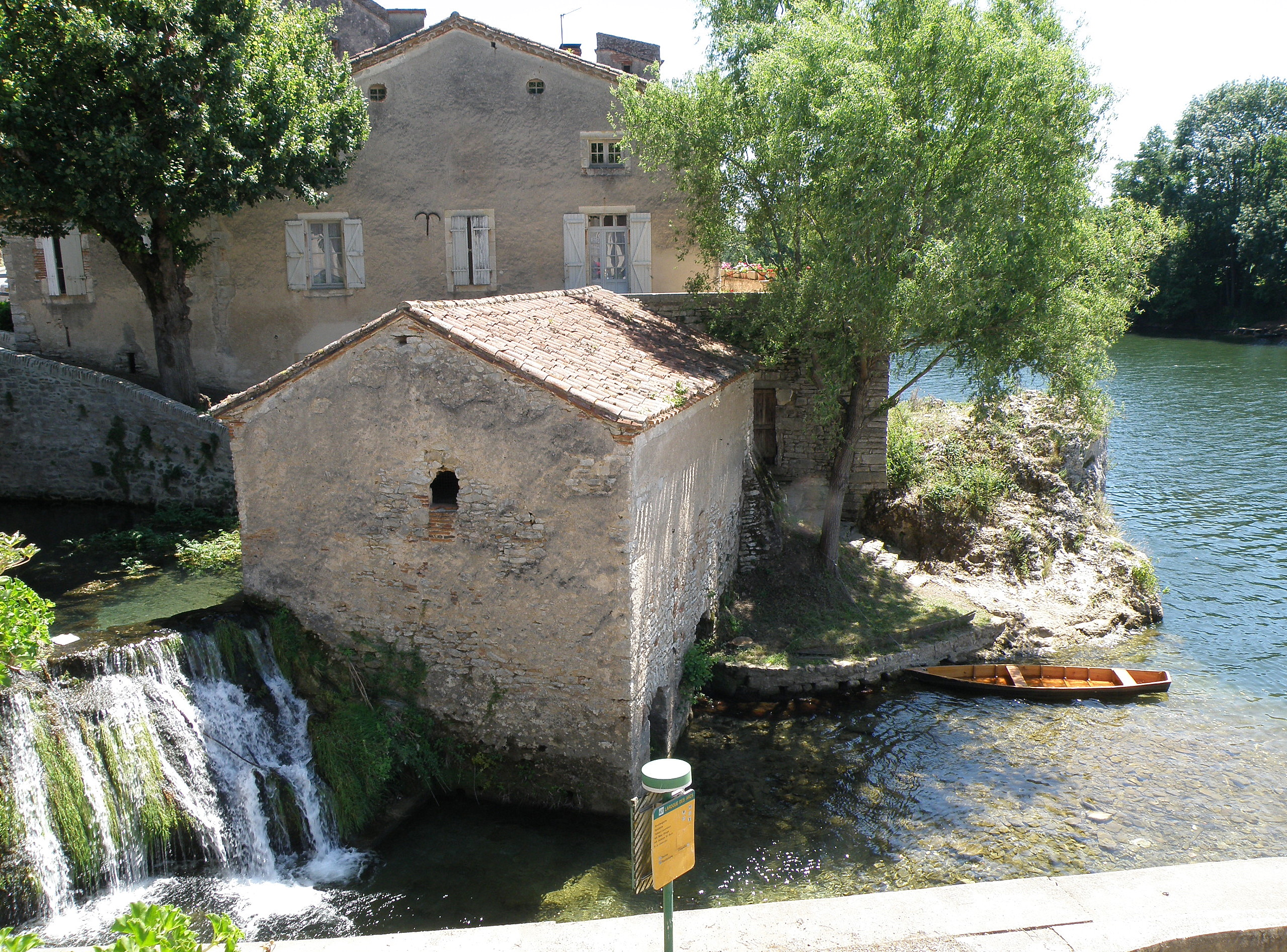
Wassermühle